# هلپر (یوتا)
هلپر (به انگلیسی: Helper) شهری در ایالت یوتا کشور ایالات متحده آمریکا است که جمعیت آن در سرشماری سال ۲۰۱۰ میلادی، ۲٬۲۰۱ نفر بوده‌است.